# Lijst van rijksmonumenten aan de Rozengracht
Een overzicht van de 28 rijksmonumenten aan de Rozengracht in Amsterdam.
| Object                                                                                                 | Oorspronkelijke functie?  | Bouwjaar                      | Architect                                           | Locatie          | Coördinaten?                  | Nr.?   | Afbeelding        |
| --- | ------------------------- | ----------------------------- | --------------------------------------------------- | ---------------- | ----------------------------- | ------ | ----------------- |
| Pand met halsgevel                                                                                     | Gebouw                    | 1743                          |                                                     | Rozengracht 15A  | 52° 22' 25" NB, 4° 52' 56" OL | 5061   | Meer afbeeldingen |
| Pand met eenvoudige klokgevel                                                                          | Gebouw                    | mogelijk derde kwart 18e eeuw |                                                     | Rozengracht 33   | 52° 22' 24" NB, 4° 52' 54" OL | 5063   | Meer afbeeldingen |
| Pand met halsgevel                                                                                     | Gebouw                    | tweede kwart 18e eeuw         |                                                     | Rozengracht 53   | 52° 22' 24" NB, 4° 52' 53" OL | 5065   | Meer afbeeldingen |
| Pand met halsgevel met oeils-de-boeuf                                                                  | Gebouw                    | 1663                          |                                                     | Rozengracht 55   | 52° 22' 24" NB, 4° 52' 52" OL | 5066   | Meer afbeeldingen |
| Huis waarvan de 18e-eeuwse gevel wordt afgesloten door een 19e-eeuwse rechte lijst                     | Gebouw                    | 18e/19e eeuw                  |                                                     | Rozengracht 71   | 52° 22' 24" NB, 4° 52' 51" OL | 5067   | Meer afbeeldingen |
| Huis, vanwege de zandstenen afdekkingen van de klokvormige geveltop                                    | Gebouw                    | derde kwart 18e eeuw          |                                                     | Rozengracht 73   | 52° 22' 24" NB, 4° 52' 50" OL | 5068   | Meer afbeeldingen |
| Pand met trapgevel, versierd in de trant met grote boogblokken, met gevelsteen                         | Woonhuis                  | tweede kwart 17e eeuw         |                                                     | Rozengracht 81   | 52° 22' 23" NB, 4° 52' 50" OL | 5069   | Meer afbeeldingen |
| Rozenhofje                                                                                             | Gebouw                    | 1744/1884                     |                                                     | Rozengracht 147A | 52° 22' 21" NB, 4° 52' 41" OL | 5070   | Meer afbeeldingen |
| Rozentheater                                                                                           | Welzijn, kunst en cultuur | 1912-1913                     |                                                     | Rozengracht 117  | 52° 22' 22" NB, 4° 52' 44" OL | 518326 | Meer afbeeldingen |
| Huis, vanwege de zandstenen onderdelen van de gevelhals en de gebeeldhouwde omlijsting van de hijsbalk | Gebouw                    | 17e/18e eeuw                  |                                                     | Rozengracht 183  | 52° 22' 21" NB, 4° 52' 40" OL | 5071   | Meer afbeeldingen |
| Huis, vanwege de zandstenen onderdelen van de klokvormige geveltop en de twee oeils-de-boeuf           | Gebouw                    | midden 18e eeuw               |                                                     | Rozengracht 187  | 52° 22' 21" NB, 4° 52' 39" OL | 5072   | Meer afbeeldingen |
| Huis, vanwege de zandstenen onderdelen van de gevelhals                                                | Gebouw                    | eerste kwart 18e eeuw         |                                                     | Rozengracht 191  | 52° 22' 21" NB, 4° 52' 39" OL | 5073   | Meer afbeeldingen |
| Pand met halsgevel                                                                                     | Gebouw                    | eerste kwart 18e eeuw         |                                                     | Rozengracht 36   | 52° 22' 25" NB, 4° 52' 53" OL | 5075   | Meer afbeeldingen |
| Pand met eenvoudige klokgevel                                                                          | Gebouw                    | 18e eeuw                      |                                                     | Rozengracht 38   | 52° 22' 25" NB, 4° 52' 53" OL | 5076   | Meer afbeeldingen |
| Huis met latere gevel onder rechte lijst                                                               | Gebouw                    | 17e/19e eeuw                  |                                                     | Rozengracht 44   | 52° 22' 25" NB, 4° 52' 52" OL | 5077   | Meer afbeeldingen |
| Huis met latere gevel, bekroond door een klokvormige top onder rollagen                                | Gebouw                    | 17e eeuw (kern)               |                                                     | Rozengracht 46   | 52° 22' 25" NB, 4° 52' 52" OL | 5078   | Meer afbeeldingen |
| Pand met pilastergevel onder punttop                                                                   | Gebouw                    | 1636 19e eeuw                 |                                                     | Rozengracht 48   | 52° 22' 25" NB, 4° 52' 52" OL | 5079   | Meer afbeeldingen |
| Pand met halsgevel                                                                                     | Woonhuis                  | eerste kwart 18e eeuw         |                                                     | Rozengracht 50   | 52° 22' 25" NB, 4° 52' 52" OL | 5080   | Meer afbeeldingen |
| Pand met gevel onder in- en uitgezwenkte lijstvormige afdekking met kuif                               | Gebouw                    | derde kwart 18e eeuw          |                                                     | Rozengracht 56   | 52° 22' 25" NB, 4° 52' 51" OL | 5082   | Meer afbeeldingen |
| Pand met gevel onder rechte lijst                                                                      | Gebouw                    | derde kwart 18e eeuw          | Gerrit van Arkel (winkelpui)                        | Rozengracht 58   | 52° 22' 25" NB, 4° 52' 51" OL | 5084   | Meer afbeeldingen |
| Pand met klokgevel                                                                                     | Gebouw                    | laatste helft 17e eeuw        |                                                     | Rozengracht 60   | 52° 22' 25" NB, 4° 52' 50" OL | 5085   | Meer afbeeldingen |
| Pand met zeer smalle gevel onder rechte lijst                                                          | Gebouw                    | eerste helft 19e eeuw         |                                                     | Rozengracht 66   | 52° 22' 25" NB, 4° 52' 50" OL | 5086   | Meer afbeeldingen |
| Pand met gevel onder rechte lijst met triglyfen en consoles, waarboven schilddakje                     | Gebouw                    | laatste kwart 18e eeuw        |                                                     | Rozengracht 78   | 52° 22' 24" NB, 4° 52' 48" OL | 5087   | Meer afbeeldingen |
| Pand met klokgevel met gevelsteen                                                                      | Gebouw                    | derde kwart 18e eeuw          |                                                     | Rozengracht 80   | 52° 22' 24" NB, 4° 52' 48" OL | 5088   | Meer afbeeldingen |
| Inpandig huisje met trapgevel                                                                          | Woonhuis                  | 17e eeuw                      |                                                     | Rozengracht 106  | 52° 22' 24" NB, 4° 52' 46" OL | 5089   | Meer afbeeldingen |
| Pakhuis met puntgevel                                                                                  | Opslag                    | 1671                          |                                                     | Rozengracht 110  | 52° 22' 24" NB, 4° 52' 46" OL | 5090   | Meer afbeeldingen |
| Hoekhuis met klokgevel                                                                                 | Gebouw                    | derde kwart 18e eeuw          |                                                     | Rozengracht 160  | 52° 22' 23" NB, 4° 52' 42" OL | 5091   | Meer afbeeldingen |
| Geneeskundige armenverzorging                                                                          | Gezondheidszorg           | 1888                          | Dienst der Publieke Werken in de gemeente Amsterdam | Rozengracht 226  | 52° 22' 20" NB, 4° 52' 30" OL | 518448 | Meer afbeeldingen |